# Nicole Eggert
Nicole Elizabeth Eggert (Glendale, 13 de enero de 1972) es una actriz estadounidense que saltó a la fama por interpretar a Summer Quinn en la serie Baywatch. Además, se destaca su papel como Jamie Powell en la serie Charles in Charge, también trabajó haciendo el papel de la mejor amiga de Samantha Micelli "Quién Manda a Quien" o más conocida como Who's The boss, en la cual interpretó a Marci.

## Biografía
Sus padres fueron Ralph Eggert (de origen alemán) y Gina Duncan Todd (de ascendencia irlandesa). A los cinco años fue proclamada Miss universo infantil. 
En 1979 comenzó su carrera televisiva actuando en la serie When Hell was in Session. Luego, trabajó en Ricas y famosas, dirigida por George Cukor.
También tuvo papeles en series como La isla de la fantasía. Participó en diversas películas hasta los años 90, cuando realizó tres largometrajes junto a Corey Haim, Blown Away, The Double 0 Kid y Just One of the Girls. En 1992 se incorporó a la serie Baywatch, donde alcanzó su mayor grado de popularidad.
En el año 2000 se casó con Justin Herwick con el que tiene un hijo, pero se divorciaron en 2002.
En 2004 actuó como Ginger en la serie The Real Gilligan's Island.
El 9 de enero de 2024 anunció que padecía cáncer de mama.

## Filmografía
- When She Was Bad (1979)
- Ricas y famosas (1981)
- Someday You'll Find Her, Charlie Brown (1981)
- T. J. Hooker (1982 - 1983); serie de televisión
- Hambone and Hillie (1984)
- El clan del oso cavernario (1986)
- Omega Syndrome (1987)
- Kinjite: Forbidden Subjects (1989)
- The Super Mario Brothers Super Show (1989)
- The Haunting of Morella (1990)
- The Double 0 Kid (1992)
- Blown Away (1992)
- Anything for Love (1993)
- The Demolitionist (1995)
- Amanda and the Alien (1995)
- Melissa (1995)
- The Price of Kissing (1997)
- Bartender (1997)
- Pink as the Day She Was Born (1997)
- Siberia (1998)
- Triangle Square (1998)
- Sleeping Beauties (1999)
- Submerged (2000)
- Thank You, Good Night (2001)
- Decoys (2004)
- Traición en la Montaña (2004)
- What Lies Above (2004)
- Stan Lee's Lightspeed (2006)
- Millonaria por un día (2007)
- Pánico en el aire (2010)